# Copa APANI
Copa APANI é um evento esportivo paraguaio disputado no Estádio Manuel Gamarra Priest entre o Club Olimpia e o Iteño Sportivo Clube.
A finalidade da copa é arrecadar fundos para a Fundação APANI, que é um centro de reabilitação para pessoas com deficiência que também tem uma escola para crianças com deficiência motora.